# Dumna
El dumna (o tumna) es una lengua indígena de la familia de las lenguas yokuts hablada en los Estados Unidos, en el sur de California.

## Clasificación
El dumna es un de los dialectos norte, clasificado dentro del «yokuts del valle». Es probablemente cercano del chukchansi.

## Gramática

### Sintaxis
Ejemplo de frase en dumna, librado de un cuento tradicional, recogido por Stanley Newman, en 1931 :
- waʔ munaw wayunšaw ʔoṣtʰo kʰaˑyu tʰantʰa wutiltʰa.
- Lejos largo hace mucho tiempo fuego coyote venía lo-tomó.

### Vínculos internos
- lingüístico
  - lista de lenguas
    - lenguas por familia
      - lenguas indígenas
        - lenguas penutíes
          - lenguas yokuts

## Fuente
- Esta obra contiene una traducción  derivada de «Dumna» de Wikipedia en francés, concretamente de esta versión, publicada por sus editores bajo la Licencia de documentación libre de GNU y la Licencia Creative Commons Atribución-CompartirIgual 4.0 Internacional.

- Datos: Q3041178